# Dan Minor
Dan „Slamfoot“ Minor (* 10. August 1909 in Dallas, Texas; † 11. April 1982 in New York City) war ein US-amerikanischer Jazzposaunist des Swing.

## Leben und Wirken
Minor spielte mit 15 Jahren in einem Kirchenorchester und im Folgejahr in einer lokalen Band namens Blue Moon Chasers. 1927 wurde er Mitglied von Walter Pages Oklahoma City Blue Devils (den späteren Blue Devils), ab 1929 gehörte er zu den Blues Syncopaters, die Ben Smith leitete. In dieser Zeit arbeitete er außerdem in Bands von Earl Dykes, Gene Coy, Lloyd Hunter und Alphonse Trent. 1931 holte ihn Bennie Moten in sein Orchester, in dem er auch Motens Tod im Jahr 1935 blieb, als Count Basie die Leitung der Band übernahm; von 1936 bis 1941 spielte er im Count Basie Orchestra. Am 23. Dezember 1938 trat er mit dieser Formation auch in New York City beim ersten Konzert From Spirituals to Swing auf. Da er nur wenig Soli spielte, wird die Erinnerung an Minor durch Posaunisten wie Benny Morton und Vic Dickenson überlagert. 1942 spielte er bei Buddy Johnson, außerdem in dieser Zeit bei Cab Calloway. 1945/46 arbeitete er bei Mercer Ellington, außerdem mit Lucky Millinder und Willie Bryant. In den 1950er- und 1960er-Jahren war er vorwiegend als freischaffender Musiker tätig. Im Bereich des Jazz war er zwischen 1929 und 1946 an 71 Aufnahmesessions beteiligt.